# Grace Schneiders-Howard
Grace Ruth Schneiders-Howard (Paramaribo, 16 september 1869  – aldaar, 4 februari 1968) was een Surinaams maatschappelijk werkster en politica. Ze was het eerste vrouwelijke Statenlid in het parlement van Suriname.

## Biografie

### Vroege leven
Howard werd geboren in Paramaribo. Haar vader was een plantage-eigenaar die oorspronkelijk kwam uit Barbados en haar moeder was afkomstig uit een elite Surinaams-Joodse familie. Haar ouders scheidden toen Howard twee jaar oud was en zij en haar moeder verhuisden naar Den Haag, waar een deel van haar familie woonde. Howard herinnerde haar kinderjaren als bevoorrecht, en dat zij in rijtuigen naar school reed. Haar vader, wiens bedrijf werd geraakt door de afschaffing van de slavernij in 1863, kreeg echter te maken met financiële moeilijkheden. Howard wilde dokter worden, maar haar ouders verboden de beroepskeuze. Tijdens haar opleiding werd ze politiek actief en woonde ze vergaderingen van de Sociaal-Democratische Arbeiderspartij bij. Na afronding van haar studie trouwde ze in 1893 in Dover (Engeland) met Wilhelm Schneiders, een Duits schoolhoofd, die in Aken woonde. Zij kregen daarna drie kinderen.

### Belangenbehartiging en hygiëne
In 1902 verhuisde Schneiders-Howard met haar gezin terug naar Suriname, waar haar man begon te werken als boekbinder. Ze hield zich toen bezig met het verschonen van de stad, en werkte aanvankelijk als tuinreiniger en vervolgens voor een vuilnisophaaldienst. Haar man leed aan een beenmergziekte en werd daarvoor in het ziekenhuis opgenomen. In 1908 kreeg Schneiders-Howard een vierde kind uit een affaire met een Fransman uit Frans-Guyana.
In 1911 richtte ze een belangenvereniging op met de naam Ikhtiyar aur Hakh (Vrijheid en Recht) om Hindoestaanse contractarbeiders te helpen bij de handhaving van hun rechten onder hun arbeidsovereenkomsten. Gedurende deze periode werden er veel contractarbeiders uit India en Zuidoost-Azië naar de kolonie Suriname overgebracht. Een soortgelijke organisatie, de Surinaamse Immigranten Vereniging, was een jaar eerder opgericht door Sital Persad, een Hindoestaanse tolk. Persad had nauwe banden met de koloniale regering, hetgeen bij de vereniging van Schneiders-Howard tot wantrouwen leidde. Ze beschuldigde Persad van fraude, waarna deze een aanklacht tegen haar indiende wegens smaad. Persad won de rechtszaak en Schneiders-Howard werd veroordeeld tot twee maanden gevangenisstraf. Er werd om clementie gevraagd, maar omdat de rechtbanken niet overtuigd waren van haar spijt, zat Schneiders-Howard haar hele straf uit.
In 1915 sloot de koloniale gouverneur van Suriname een contract met de in de Verenigde Staten gevestigde Rockefeller Foundation om mijnwormziekte in het land uit te roeien. Arbeidsmigranten zonder immuniteit voor lokale ziektes waren op grote schaal getroffen door malaria en mijnworm, die een arbeidsongeschiktheid veroorzaakten. Schneiders-Howard was in dienst van de stichting om te proberen de hygiëne te verbeteren door latrines te bouwen. Noch de Surinaamse autoriteiten, noch de Nederlandse regering waren bereid hun eigen geld uit te geven om te helpen bij de uitvoering, en drongen erop aan dat de stichting over voldoende middelen beschikte. In 1917 keerde de programmadirecteur met tijdelijk verlof terug naar de Verenigde Staten en kwam pas in 1921 terug. Schneiders-Howard schreef talloze brieven aan de autoriteiten in zowel de kolonie als in Den Haag, waarin zij hen aanspoorde om de Rockefeller Foundation terug te halen, en ondertussen zette zij haar werk voort namens de Surinaamse regering.
In 1919 werd Schneiders-Howard een medewerker in noodgevallen voor de afdeling Hygiënische Dienst. Binnen twee jaar werd ze gepromoveerd tot tijdelijke inspecteur van de Hygiënische Dienst. In 1924 werd Schneiders-Howard benoemd tot hoofdinspecteur bij de Hygiënische Dienst en werd daarmee de hoogste vrouwelijke ambtenaar in Suriname. Haar taken omvatten het inspecteren van latrines, afval en onkruid in Paramaribo en de omliggende plantages en nederzettingen. Schneiders-Howard legde boetes op wegens het niet bouwen of schoon houden van latrines, en werkte ongeveer tien uur per dag aan het inspecteren van 150 percelen. In 1930 werd ze ontslagen wegens haar uitgesproken onenigheid met haar superieuren en ambtenaren, en weer herbenoemd tot inspecteur in 1933. Schneiders-Howard zag regenwateropvang als een broedplaats voor muggen die het gele koortsvirus droegen, naast andere ziektes. Ze speelde een grote rol bij het brengen van een watervoorzieningssysteem naar Paramaribo in 1933 en het tegelijkertijd blokkeren van putten en het verwijderen van alle open opvangschepen. In 1937 werd ze opnieuw ontslagen wegens ongehoorzaamheid aan haar superieuren.

### Eerste vrouw in de Staten van Suriname
Toen vrouwen in Suriname in 1936 het passieve kiesrecht kregen, was Schneiders-Howard de eerste vrouw die zich kandidaat stelde voor de Staten van Suriname. Ze werd verkozen in 1938 en werd de eerste vrouw die in de Staten van Suriname diende. Ze richtte zich op de kosten van levensonderhoud, lonen en arbeidsomstandigheden, de kleine landbouw, hygiëne, volksgezondheid en wegenomstandigheden. Tijdens de Tweede Wereldoorlog toonde ze zich een openlijk medestander van Nederland en was tegen het veranderen van bestuur vanuit het koloniale systeem. Schneiders-Howard botste vaak met haar mannelijke collega's, waarbij ze hen en hun posities persoonlijk aanviel. Door haar gedragingen was ze een controversieel figuur, door sommigen geprezen om haar goed geïnformeerde, betrouwbare werkbereidheid en door anderen gekleineerd omdat ze zich niet als een respectabele vrouw gedroeg. Na één termijn te hebben gediend stelde ze zich in 1942, 1943 en 1946 opnieuw kandidaat voor de Koloniale Staten, maar werd niet meer herkozen.

### Overlijden
Schneiders-Howard overleed op 4 februari 1968 op 98-jarige leeftijd in Paramaribo. Op het moment van haar overlijden werd ze het meest herinnerd om haar inspanningen op het gebied van de volksgezondheid, maar in het heden wordt ze het vaakst genoemd als de eerste vrouwelijke wetgever van Suriname. Een postzegel van Suriname draagt haar afbeelding, een school in het district Nickerie is naar haar vernoemd en een straat in Paramaribo draagt haar naam.
- Biografisch Portaal: 10733972
- Nederlandse Thesaurus van Auteursnamen: 315980451
- Virtual International Authority File: 291732721